# Ratpenat cuallarg de Surinam
El ratpenat cuallarg de Surinam (Molossops neglectus) és una espècie de ratpenat de la família dels molòssids que es troba a l'Argentina, Colòmbia, el Brasil, el Perú, Surinam i Veneçuela.